# Les Aventures de Pot-au-Feu
Pour les articles homonymes, voir The Biscuit Eater.
Pour plus de détails, voir Fiche technique et Distribution.
Les Aventures de Pot-au-Feu (The Biscuit Eater) est un film américain de Vincent McEveety sorti en 1972. Basé sur une histoire de James H. Street, c'est un remake du film The Biscuit Eater (1940) de Stuart Heisler produit par Walt Disney Productions.

## Synopsis
Malgré ses boire et déboire, le jeune rouquin Lonnie McNeil entretient une force relation avec le chien Pot-au-Feu (Moreover en version originale), un chien d'arrêt de race drahthaar. Pot-au-Feu appartient à Willie Dorsey, un employé de la station service mais Lonnie et son ami Text Tomlin parviennent à acheter l'animal. Ils le dressent pour devenir un chien d'arrêt de compétition pour attraper des oiseaux et l'emmènent sur le chemin de la compétition.
Le premier maître du chien, le vétérinaire Harve McNeil, père de Lonnie, avait considéré Pot-au-Feu comme impossible à entraîner. Les deux jeunes garçons âgés de 12 ans prennent le temps pour dresser le chien et pour qu'il devienne un exemple pour sa race. Au grand regret de Harve, Lonnie et Text emmènent Pot-au-Feu plus avant dans la compétition avec le championnat d'état. De plus un incident provoque une incompréhension chez les enfants qui pensent que Harve va perdre son agrément pour le dressage si leur chien Pot-au-Feu surpasse SilverBelle, la chienne d'Harvé et championne de l'année précédente.

## Fiche technique
- Titre : Les Aventures de Pot-au-Feu
- Titre original : The Biscuit Eater
- Réalisation : Vincent McEveety assisté de Richard Caffey
- Scénario : Lawrence Edward Watkin d'après une histoire de James H. Street
- Photographie : Richard A. Kelley
- Montage : Ray de Leuw
- Direction artistique : Al Roelofs, John B. Mansbridge
- Animation du générique : Alan Maley
- Décors : Hal Gausman, Emile Kuri
- Maquillage : Robert J. Schiffer
- Coiffure : La Rue Matheron
- Costume : Chuck Keehne, Emily Sundby
- Musique : Robert F. Brunner
  - Orchestration : Walter Sheets
  - Montage : Evelyn Kennedy
  - Chansons : Shane Tatum (Moreover and Me)
- Effets spéciaux : Robert A. Mattey
- Effets visuels : Eustace Lycett
- Technicien du son : Robert O. Cook (supervision), Dean Thomas (mixeur)
- Dresseur animalier : Henry Cowl
- Producteur : Bill Anderson
- Société de production : Walt Disney Productions
- Société de distribution : Buena Vista Distribution Company
- Pays d'origine : États-Unis
- Format : Couleurs - 1,75:1 - Mono - 35 mm
- Durée : 90 minutes
- Date de sortie : 22 mars 1972[1].

Sauf mention contraire, les informations proviennent des sources suivantes : Leonard Maltin, Mark Arnold, IMDb

## Distribution
- Earl Holliman : Harve McNeil
- Patricia Crowley : Mary Lee McNeil
- Lew Ayres : Mr. Ames
- Godfrey Cambridge : Willie Dorsey
- Beah Richards : Charity Tomlin
- Clifton James : Mr. Eben
- Johnny Whitaker : Lonnie McNeil
- George Spell : Text Tomlin
- Mantan Moreland : Serveur
- Forrest Burns
- Golden Eddie : Evans
- Dorothy Hack

Source : Leonard Maltin, Dave Smith, Mark Arnold et IMDb

## Sorties cinéma
- États-Unis : 22 mars 1972
- Uruguay : 4 juillet 1972 (Montevideo)

## Origine et production
La première adaptation de l'histoire de James H. Street, The Biscuit Eater date de 1940 par Stuart Heisler produit pour Paramount Pictures. Dave Smith précise que ce film est remake de la production de Paramount.
Les Aventures de Pot-au-Feu et Napoléon et Samantha (1972) ont été produits juste après la prestation du jeune acteur Johnny Whitaker dans la série télévisée Cher oncle Bill (1966-1971), alors très demandé et à la chevelure folle. C'est le dernier rôle de Godfrey Cambridge qui semble assez maigre depuis les stand-up des années 1960. Le chien est d'une race assez rare, le drahthaar  ou chien d'arrêt allemand à poil dur appartenant à un jardinier du Golden Oak Ranch.

## Sortie et accueil
Le film a été diffusé dans l'émission The Wonderful World of Disney en deux épisodes le 10 et le 17 octobre 1976 sur NBC et en syndication sous le titre Tomorrow's Champions.

## Analyse
Pour Mark Arnold c'est une histoire assez simple et directe qui s'adapte bien au cinéma malgré quelques scènes un peu absurde comme le chien déprimé d'être appelé biscuit eater.